# صموئيل وليامز
صموئيل وليامز (بالإنجليزية: Samuel Wells Williams)‏ (و. 1812 – 1884 م) هو معجمي، ولغوي، ومبشر، من الولايات المتحدة الأمريكية، ولد في أوتيكا، نيويورك، توفي عن عمر يناهز 72 عاماً.

## مناصب
تولى منصب Foreign government advisors in Meiji Japan ‏.

## التعليم
تعلم في معهد رينسيلار للعلوم التطبيقية.

## مناصب وهيئات
أدار جامعة ييل.